# Equitazione
Il termine equitazione indica la monta del cavallo da parte dell'essere umano. Presenta diverse discipline agonistiche, alcune delle quali rientrano nel programma olimpico; può essere praticata sia singolarmente che in gare organizzate per squadre, in strutture coperte, in maneggi all'aperto, in ippodromi (è il caso dell'ippica) o in campagna a seconda della disciplina.

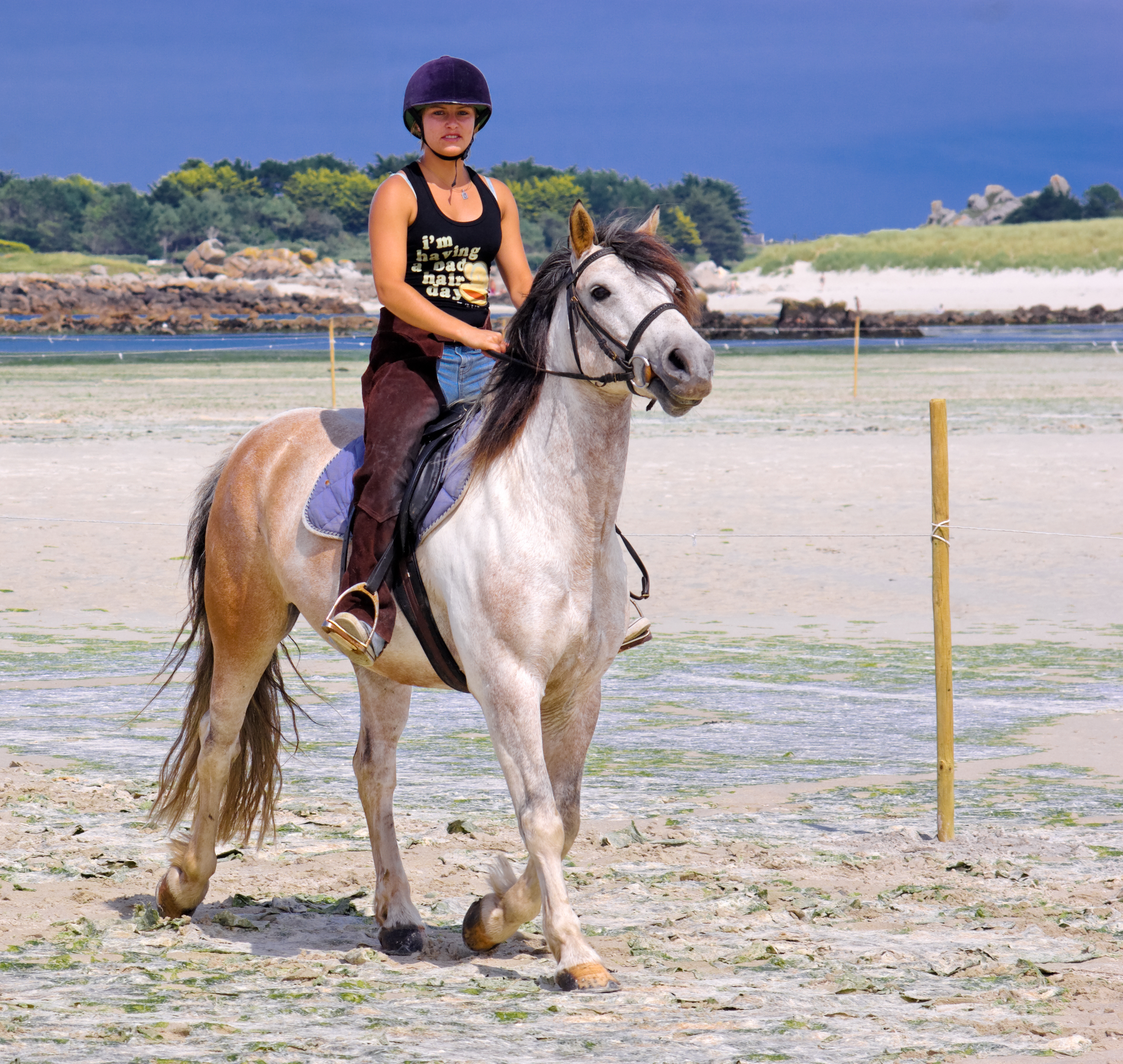
Equitazione all'aperto.

## Storia

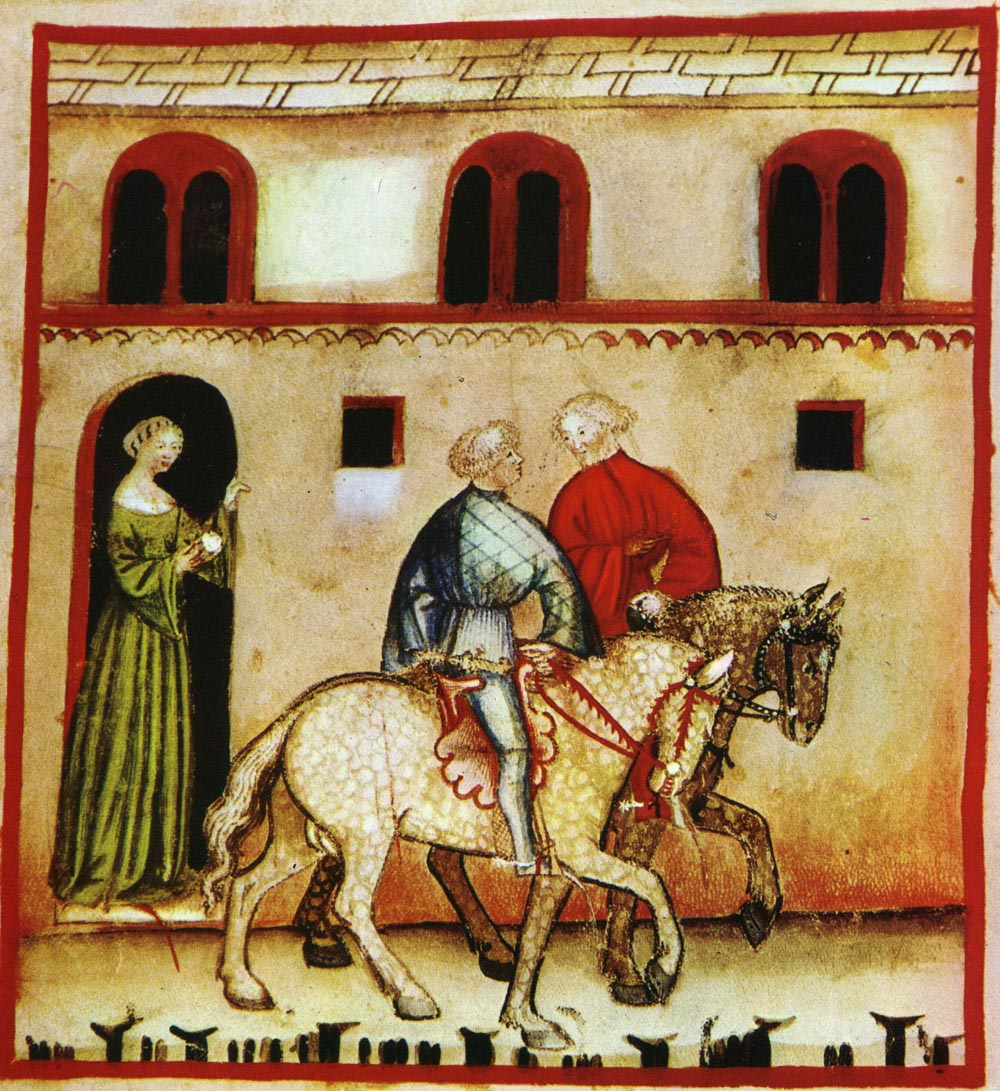
Equitazione, tacuinum sanitatis casanatensis (XIV secolo).

### Nascita e sviluppo
Ci sono innumerevoli aspetti nella complessa relazione tra umani e cavalli che sono stati cruciali per entrambe le specie. I cavalli si originarono in America molti millenni fa, e alcuni fecero il viaggio attraverso lo stretto di Bering verso l'Asia e l'Europa dove la specie crebbe florida. Gli uomini cominciarono a cacciarli e scoprirono che erano un'ottima fonte di nutrimento. Alcuni disegni nelle grotte di oltre 20000 anni fa in posti come Alta Mira provano la loro esistenza, anche se non erano ancora usati per lavorare. Un eccellente esempio di come i cavalli potessero rivoluzionare la società è l'improvvisa acquisizione dei cavalli dagli Indiani dopo la ribellione di Santa Fe nel 1680.
Pur essendoci controversia riguardo alla data esatta in cui i cavalli sono stati addomesticati e montati per la prima volta, la stima data questo passaggio nel 3500 a.C. Sono state trovate prove che dal 3000 a.C. circa, vicino ai fiumi Dneper e Don, gli uomini hanno cominciato a usare il morso sui cavalli, poiché uno stallone che era stato seppellito mostrava segni ai denti. Alcuni libri sacri lasciano pensare che i cinesi montassero già nel Ventunesimo secolo a.C. Gli imperatori cinesi utilizzarono per la prima volta la cavalleria tra l'esercito all'epoca di Kao Ti (Gaodi), fondatore della dinastia Han, intorno al 200 a.C., come soluzione alle enormi perdite subite dai grandi eserciti a cavallo delle popolazioni nomadi provenienti dalle steppe del Nord. I cinesi assunsero da loro l'utilizzo di sella e staffe, che erano state a loro volta introdotte in India nel Primo secolo a.C. come anello per alluce.
Le prime testimonianze di cavalli montati sono le descrizioni mitiche dell'esercito delle Amazzoni e dei gruppi di cavalieri del re etiope Memnone. I greci per secoli non ebbero conoscenza dell'equitazione. Il cavallo divenne un animale addestrabile solo quando, o per caso o in seguito a un ragionamento, scoprirono che poteva essere sottomesso utilizzando un pezzo di metallo (morso) posizionato nella bocca tra la mascella superiore e quella inferiore dove non sono presenti i denti. I numerosi morsi trovati durante gli scavi archeologici eseguiti tra il 1906 e il 1912 sull'altopiano dell'Anatolia centrale sono molto simili a quelli utilizzati nell'era moderna. Grazie al morso si poté domare il cavallo e l'uomo poté guidarlo. Furono necessari molti secoli per riuscire a creare gli attrezzi necessari per montare a cavallo: la sella, la ferratura e le staffe. La prima sella era una coperta ornamentale a cui gli Assiri, tra l'Ottavo e il Settimo secolo a.C. attaccarono un'antenata della staffa. Gli altorilievi assiri trovati a Nimrud (Iraq) aiutano gli esperti a confermare l'esistenza dei rudimentali attrezzi e la posizione dei cavalieri in sella. Il cavallo portava una gualdrappa ampia e spessa sotto a una pelle di leopardo utilizzata per ammorbidire la seduta del cavaliere. Al collo del cavallo era presente un collare, per aiutare il cavaliere a stare in equilibrio a tutte le andature. La sella è mantenuta in posizione sul cavallo da un pettorale, mentre le redini sono tenute basse da un contrappeso che impedisce che si muovano troppo. Il cavaliere in sella ha la coscia nuda, ma le gambe fasciate da protezioni in cuoio sopra il ginocchio e lungo lo stinco, simili alle ghette utilizzate modernamente.
Gli scavi archeologici riportarono alla luce molte carrozze datate intorno al 2500 a.C., dando una prova maggiore che i cavalli venivano usati per lavorare. I carri venivano usati come armi da guerra, ma furono sostituiti dall'uso degli equini come cavalleria leggera o pesante. Gli equini ebbero un ruolo importante attraverso la storia umana globale, sia in guerra sia in lavori pacifici come il trasporto, lo scambio e l'agricoltura, con l'aiuto di carrozze o di altri mezzi. L'equitazione è una delle attività più antiche a cui si è dedicato l'uomo. Nel 1834 l'archeologo francese Charles Texier scoprì, sull'altopiano dell'Anatolia centrale, le rovine di Khattushash, la capitale dell'Impero Ittita, che si estendeva su 120 ettari. All'interno di questa enorme area sorgeva il luogo dove erano situati il palazzo imperiale, gli edifici pubblici, i magazzini e gli archivi, simili a biblioteche, in cui erano conservati migliaia di documenti statali incisi su tavolette d'argilla in caratteri cuneiformi. Proprio in questi posti, durante degli scavi eseguiti tra il 1906 e il 1912 dalla Società orientalista tedesca sotto i comandi dell'esperto Hugo Winckler, furono trovate, tra tutti i reperti, quattro tavolette d'argilla, poi datate attorno al 1500-1440 a.C., con 946 righe incise sui due lati: esse contenevano un insieme di regole sull'allenamento dei cavalli.
L'opera fu dedicata al re Suppiluliumas I il Grande e scritta da Kikkuli. Questo documento, che è stato intitolato “L'arte di governare e allenare i cavalli” dagli esperti, costituisce la prima testimonianza scritta sinora rintracciata sull'allenamento dei cavalli; questo è un chiaro indizio dell'esistenza di una tradizione di allevamento equestre ancora prima delle testimonianze dell'attività degli ittiti con i cavalli nell'area del Mediterraneo. Le quattro tavolette costituiscono un vero e proprio 'manuale' con un programma basato su un ciclo di 180 giornate, con regole precise riferite alla preparazione di cavalli per utilizzarli con i carri da guerra. Invece, il più antico e meglio noto manuale in cui è trattato anche il modo di montare a cavallo è “Sull'equitazione” di Senofonte.
Viaggiare a cavallo ha reso possibile l'incontro di grandi imperi come la Persia, che si estendeva dalla Turchia e l'Egitto fino ai confini dell'India fino alla sua distruzione da parte di Alessandro Magno. I Persiani utilizzavano corrieri che facevano circa 2000 miglia di viaggio da Sardis a Susa in 7 giorni, ma il loro sistema di messaggi aveva molte branche fino ai più remoti angoli dell'impero. La cavalleria era spesso un fattore determinante nella vincita di battaglie strategiche che cambiarono il corso della storia. L'incredibilmente veloce estensione della dominazione islamica e araba attraverso grosse parti di Europa, Africa e Asia è stata resa possibile dai cavalieri che montavano cavalli arabi. La loro avanzata era stata respinta solo dalla cavalleria dei franchi nella battaglia di Poitiers nella Francia centrale dove le innovazioni recenti della staffa hanno avuto un ruolo decisivo. Quella battaglia e quelle che seguirono respinsero i musulmani fuori dalla Francia. È stato l'intervento della cavalleria polacca sotto Sobieski a salvare Vienna durante l'assedio del 1683 all'ultimo momento e a privare i turchi dello strategico possesso dell'Europa centrale. I cavalli hanno aiutato l'uomo in altri modi oltre alla guerra, al viaggio e al trasporto. Hanno infatti facilitato la caccia in molte parti del mondo, per esempio gli Indiani d'America nella caccia ai bisonti. Un altro compito per cui i cavalli si sono adattati eccezionalmente e in cui spesso si divertono, è lavorare con il bestiame. Sono inoltre quasi indispensabili per i pastori, perfino nel Ventunesimo secolo.
Nella storia greca e romana chi sapeva equitare acquistava un valore aggiunto nelle società. Da allora in poi il titolo di cavaliere divenne espressione di nobiltà, ma, nei secoli successivi, i nobili furono costretti ad imparare l'arte di equitare per poter partecipare alla vita politica e militare. L'approfondimento tecnico dell'arte di montare a cavallo fu ovviamente sempre appannaggio della cavalleria e per questo motivo chi ha scritto libri di tecnica equestre (Federico Grisone, Fiaschi, Pignatelli, Mazzuchelli, Caprilli, ecc.) è spesso collegato all'ambiente militare. Non vi è altra attività dell'uomo in cui, nel corso dei secoli, siano stati scritti tanti testi di approfondimento. Ma il rapporto che si stabilì nei secoli tra uomo e cavallo, si modificò gradualmente nell'ultimo periodo storico, da quando cioè il motore a scoppio trasformò il modo di viaggiare e il modo di fare la guerra. Dal Novecento in poi l'equitazione perse la propria importanza utilitaristica e si trasformò in attività esclusivamente ludico-sportiva. Nell'Italia della prima metà del Novecento, si segnalò l'opera del conte Paolo Orsi Mangelli, con la sua celeberrima scuderia.
I cavalli più antichi e famosi sono i mustang, discendenti dai cavalli scappati agli spagnoli. Nel XVII e XVIII secolo alcuni di questi cavalli scapparono e si moltiplicarono nelle grandi pianure fino ad arrivare a diversi milioni. I predatori raramente riuscivano ad ucciderli perché erano veloci, avevano un udito fino, un eccellente olfatto e potevano sferrare calci molto potenti. Secondo J. Frank Dobie, nel suo libro “Mustangs”, alcuni di questi cavalli andavano perfino a caccia di lupi e leoni di montagna per ucciderli. In Australia esistono animali simili conosciuti come “brumbies”, resi famosi dal poema di Banjo Patterson, “L'uomo del Fiume Nevoso”, di cui esiste una riduzione cinematografica. La storia di paesi come Wyoming, Arizona, Utah e Texas deve molto allo sviluppo della monta. Le mandrie, che erano essenziali per la loro economia, non sarebbero state controllabili senza l'uso dei cavalli e quelli selvaggi fornivano un'abbondante risorsa. Nello stesso tempo la superba cavalleria di tribù come Comanche e Sioux ha decisamente ritardato l'insediamento degli europei. Molti sport equini praticati modernamente derivano da compiti necessari dei cavalieri del passato. Un esempio è il dressage, che deriva dalle manovre di battaglia come il “capriole”, un salto sul posto con un calcio dei posteriori, che doveva essere devastante per i soldati a terra che lo circondavano. Rodei, caccia alla volpe, reining, team penning, tent pegging, combattimento con i tori, buzkashi, salto ostacoli e polo sono altri esempi. Oltre a questi ci sono le corse, lo sport dei re, seguito da milioni di persone in tutto il mondo e dove il giro economico per scommesse è molto ampio.

### Sviluppo dell'equitazione moderna
Per la prima volta nel Medioevo il cavallo cominciò a essere utilizzato anche per fini agonistici e di piacere, come si fa modernamente. Montare a cavallo per piacere diventò ordinario per l'aristocrazia, ed allenarsi divenne velocemente un obbligo per tutti gli aristocratici. Il principale esercizio a cavallo divennero i tornei, che non solo richiedevano cavalli bene addestrati, ma soprattutto l'abilità dei cavalieri nel condurre il proprio destriero. Nel Rinascimento in molte corti d'Europa nacquero le prime scuole d'equitazione ufficiali dove uno o più maestri erano al servizio dei cortigiani. Questi esperti non insegnavano soltanto equitazione, ma anche l'uso delle armi, la danza, la musica, la pittura e la matematica. La prima scuola fu l'Accademia di Napoli, che divenne più famosa nel Sedicesimo secolo grazie a Giovan Battista Pignatelli, attirando allievi da tutta Europa. Quest'uomo napoletano divenne un esperto, superando tutti i suoi compagni sia nel cavalcare che nell'addestrare cavalli e cavalieri. Fu lui il fondatore dei primi maneggi a Napoli, chiamati "cavallerizze". Non si hanno notizie precise dell'attività d'autore di Pignatelli, ma è certo che, attraverso la sua opera di maestro, Napoli si confermò in quel periodo come il centro della nascita dei principi dell'equitazione e della nuova cultura che cominciava a formarsi attorno al cavallo. La nobiltà di tutta Europa si recava in questa città per imparare quest'arte. La fama di Pignatelli fu talmente grande che, sino al Seicento inoltrato, per evidenziare la propria bravura i cavallerizzi più famosi si vantavano di aver ottenuto un allenamento equestre alla scuola del gentiluomo napoletano o dei suoi allievi. Lo stesso Luigi XIII imparò l'arte di montare a cavallo da Antoine de Pluvinel, uno degli alunni di Pignatelli.
Per tutto il Cinquecento e fino all'Ottocento in tutti i palazzi reali e le corti si poteva trovare un cavallerizzo che insegnasse al signore e alla sua corte l'arte dell'equitazione. Claudio Corte, nobile pavese che aveva imparato l'arte dell'equitazione a Napoli, divenne cortigiano di Elisabetta I d'Inghilterra. Pirro Antonio Ferraro invece venne ospitato alla corte di Filippo II di Spagna. Oltre a questi luoghi, le accademie divennero, durante il periodo del Rinascimento e il Seicento, centri di allenamento per le tecniche di equitazione. Le più famose furono l'Accademia cavalleresca di Udine (1609), l'Accademia dei cavalieri del Sole di Pavia, ma soprattutto la Stella di Messina e la Delia di Padova. Erano luoghi esclusivi, dedicati solo a cavalieri e aristocratici, per questo era necessario non essere parte di nessuna “arte o mercanzia”. Lo scopo dei nobili era avere un luogo dove potevano esercitarsi a combattere e a montare a cavallo per poter essere ufficialmente riconosciuti come cavalieri. A Palermo il viceré don García di Toledo si fece protettore di un'accademia di cento cavalieri che, oltre a combattere nelle guerre, partecipavano a tornei e altri momenti di divertimento. Da questi luoghi si diffuse l'arte dell'equitazione in tutta Europa. Grazie a tale espansione in Francia, in Austria, in Spagna e in altri paesi nacquero scuole che adoperavano nuove tecniche: la Scuola di equitazione spagnola di Vienna (1729) e il Cadre Noir di Saumur (1825), come istituzioni di Stato, sono probabilmente gli ultimi eredi dell'equitazione accademica nata durante il Rinascimento in Italia.
In Francia il fondatore della prima scuola di equitazione moderna fu François Robichon de la Guérinière, scudiero di Luigi XV, che aprì un'accademia a Parigi nel 1715 e diresse il maneggio delle Tuilleries dal 1730 fino alla propria morte. Scrisse inoltre un'opera chiamata “L'école de cavalerie”, la scuola di cavalleria, che parlava dei metodi e delle tecniche da lui utilizzate per insegnare l'equitazione. Ispirata da questo libro nacque quindi la Scuola spagnola di Vienna.
Nel Diciannovesimo secolo l'addestramento dei cavalli si focalizzò sull'utilizzo del cavallo per scopi militari: i cavalieri e i cavalli erano utilizzati per attraversare la battaglia velocemente, superando facilmente il terreno irregolare, riunendosi in gruppo e separandosi rapidamente per sfuggire al fuoco dei nemici. L'equitazione istintiva, nata dai popoli nomadi, ritrovò popolarità a contrasto con la rigidità accademica. La preparazione del cavallo per scopi militari, la base delle attività sportive praticate nel Ventunesimo secolo, divenne lo scopo principale. Oltre allo sport e al divertimento si sviluppava, soprattutto oltre Manica, la caccia a cavallo e la monta di questi animali in grandi spazi aperti come prati o foreste.
Monta femminile

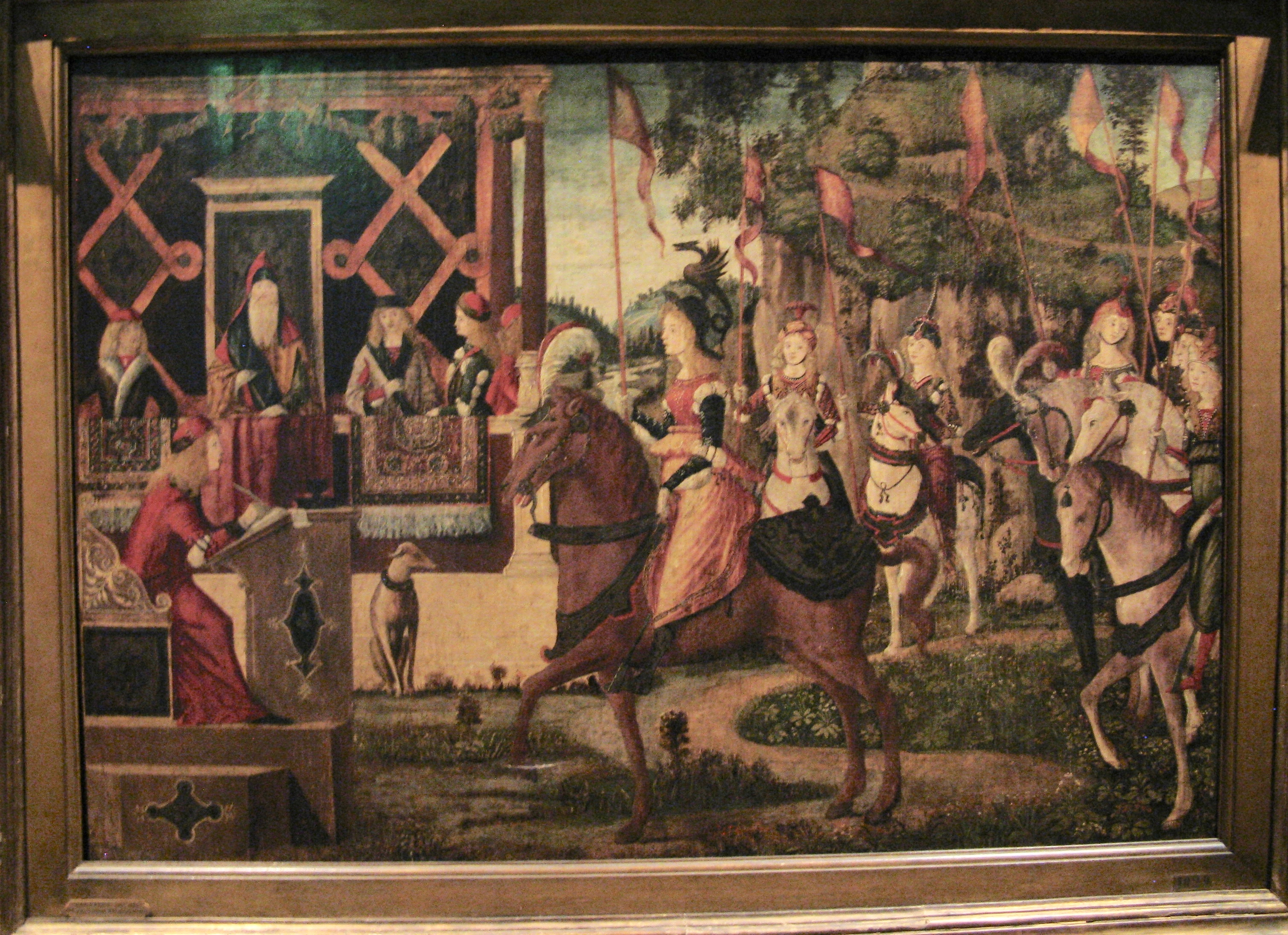
Teseo riceve l'ambasciata di Ippolita regina delle amazzoni, Vittore Carpaccio, XV secolo: qui le amazzoni dipinte cavalcano secondo l'uso maschile, a cavalcioni, e non invece all'amazzone, pratica che pur da loro prende il nome.

In molte culture antiche e medievali era considerato indecente per le donne montare a cavalcioni, per cui fu ideata una sella apposita che permettesse loro di montare all'amazzone, ossia con entrambe le gambe su uno stesso lato del cavallo. Facevano eccezione alcune donne famose, come Giovanna d'Arco e Caterina la Grande, che montavano a cavalcioni come gli uomini. Anche la duchessa Beatrice d'Este, alla fine del XV secolo, destava stupore poiché cavalcava "in foggia che stava tutta dritta, né più né meno di quanto sarebbe un uomo". La pratica dell'amazzone rimase dominante fino agli inizi del XX secolo, quando anche nelle donne le lunghe gonne femminili iniziarono a essere sostituite da pantaloni maschili.

## Descrizione

### Nomenclatura

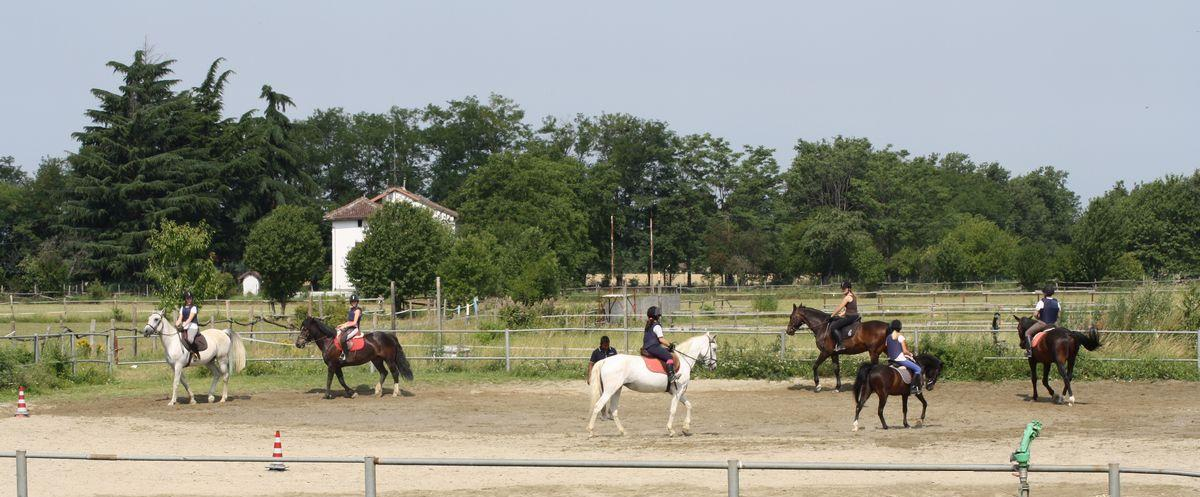
Lavoro in campo in maneggio.

- Assetto e posizione del cavaliere in sella permette a quest'ultimo di condurre il cavallo, con il minor sforzo possibile da parte del cavaliere e con il minor impedimento possibile da parte del cavaliere sul movimento del cavallo. Senza un assetto ed una posizione corretta il cavallo non capirà le nostre intenzione oppure non ascolta le indicazioni che gli diamo e porterebbe essere impedito nel suo movimento naturale. Ogni tipologia di monta (monta da lavoro, monta classica o sportiva) richiede un assetto ed una posizione differenti, per raggiungere scopi ed obiettivi che spesso sono diversi l'uno dall'altro: la monta da lavoro (western dei cow-boy o maremmana dei butteri) serviva a stare in sella per molte ore consecutive, su di un cavallo al passo e solo occasionalmente erano necessarie rapidissime puntate al galoppo per recuperare un capo di bestiame; la Monta Classica Italiana (o Capriliana) serviva a permettere ad un militare a cavallo di operare alle diverse andature su qualsiasi tipologia di terreno con l'obiettivo di mantenere nella miglior efficienza possibile cavallo e cavaliere. La monta sportiva quella che oggigiorno si definisce inglese, attinge le sue tecniche dalla monta classica Capriliana rielaborandola nel salto ostacoli, nel dressage, e nel completo.
- I mezzi di cui dispone un cavaliere per comunicare la propria volontà al cavallo sono:
  - aiuti "primari": assetto, posizione e voce, con i quali il cavaliere suggerisce al cavallo andatura e direzione
  - aiuti "secondari": gambe e mani. Con le gambe si gestisce la flessione del costato del cavallo; con le mani si corregge l'equilibrio del cavallo
  - aiuti "sussidiari": speroni, frustino ed ogni altro attrezzo (redini tedesche, gogue, chambon, redini fisse, eccetera)

### Tipi di equitazione
In una classificazione approssimativa, si distinguono i seguenti tipi di monta:
- da lavoro: tutti quei tipi di monta che hanno avuto o hanno a che fare con l'impiego del cavallo in attività lavorative, prevalentemente la gestione del bestiame.
  - Americana o Western dei cowboy americani come il reining e il cutting
  - Vaquera dei gaucho argentini e degli spagnoli
  - Maremmana dei butteri maremmani
- Sportiva o Inglese o Italiana: tutti i tipi di monta che hanno a che fare con lo sport agonistico e con le discipline olimpiche.
  - Salto ostacoli: cavallo e cavaliere devono saltare un numero prestabilito di ostacoli, di altezze variabili, secondo una determinata sequenza restando nel tempo massimo consentito.
  - Dressage: sono composizioni coreografiche create mettendo in sequenza figure prese dall'equitazione classica. Le riprese possono essere accompagnate da musica o no.
  - Concorso completo comprende dressage, salto e cross country.
  - Cross Country: è un percorso di salto ostacoli eseguito in campagna, con ostacoli naturali (tronchi, siepi, terrapieni, ecc.) fissi.
  - Endurance: è una gara di resistenza.
  - Horse Ball: è la pallacanestro a cavallo.
  - Polo: l'obiettivo è quello di mandare una palla di legno attraverso due pali colpendola con una stecca di bambù.
  - Volteggio: sono esercizi presi dalla danza o dalla ginnastica artistica ed eseguiti sopra ad un cavallo, generalmente al galoppo, guidato da terra da un assistente.
- Equitazione Classica: arte equestre che si rifà all'equitazione praticata secondo i testi e i principi dei Vecchi Maestri (De La Guérinière, Baucher, Steinbrecht, L'Hotte, ecc.) fra i quali è annoverato anche il Maestro contemporaneo Nuno Oliveira (1925-1989).

### Andature del cavallo
Le andature principali del cavallo sono quattro:
- il passo è l'andatura più lenta del cavallo (raggiunge una velocità che varia da 5 a 7 km/h). Questo tipo di andatura viene definito simmetrico perché l'appoggio delle due zampe anteriori avviene secondo intervalli di tempo regolari, e basculato perché il cavallo compie un movimento in verticale con il collo per darsi la spinta necessaria a portarsi avanti anche con il resto del corpo. Il cavallo poggia gli arti uno per volta, uno dopo l'altro, pertanto si riconoscono quattro tempi: anteriore destro, posteriore sinistro, anteriore sinistro e posteriore destro. A seconda della lunghezza del passo, distinguiamo un passo corto, un passo medio (in cui lo zoccolo posteriore del cavallo poggia sull'orma appena lasciata dallo zoccolo anteriore) e un passo lungo (in cui lo zoccolo posteriore del cavallo poggia davanti all'orma appena lasciata dallo zoccolo anteriore).
- Il trotto. È un'andatura saltata in due tempi per bipedi diagonali in questa successione: posteriore destro con l'anteriore sinistro (diagonale sinistro), posteriore sinistro con l'anteriore destro (diagonale destro). A questa andatura il cavallo raggiunge una velocità che varia dai 10 ai 55 km/h nelle corse al trotto. Nel trotto battuto (detto anche trotto leggero) il cavaliere si distacca dalla sella alzando e abbassando ritmicamente il bacino. Nel trotto seduto (detto anche trotto di scuola) invece si rimane seduti in sella seguendo il movimento del cavallo con il bacino.
- il canter è un'andatura in tre tempi la cui velocità è maggiore del trotto e minore del galoppo allungato; il cavallo "guida" con l'anteriore destro quando percorre una circonferenza in senso orario e viceversa. Quando il cavallo "guida" con l'anteriore sinistro mentre procede in senso orario produce una cosiddetta andatura falsa poiché utilizzando la gamba sbagliata non riesce ad avere un equilibrio stabile ed è quindi più facile che cada a causa dell'inclinazione durante la curva. La sequenza dei tre tempi ritmici, se ci si muove a destra è: posteriore sinistro, diagonale sinistra, con l'anteriore sinistro e il posteriore destro che toccano terra simultaneamente, e quindi l'anteriore destro.
 Il termine deve la propria etimologia all'andatura utilizzata dalla cavalleria inglese che da Londra si metteva in viaggio per Canterbury. Essendo il viaggio in un tratto pianeggiante, il cavallo poteva sfruttare il "pendolo viscerale" cioè durante il movimento le viscere del cavallo vanno a comprimere ritmicamente i polmoni favorendo così una respirazione regolare (al galoppo invece la respirazione è affannosa). La cavalleria prediligeva quest'andatura perché era il giusto compromesso tra velocità di marcia e affaticamento.
- Il galoppo è l'andatura naturale più veloce e si svolge in quattro tempi, ma vi sono variazioni relative alla velocità da ottenere. Con posteriore destro che guida l'azione, la sequenza è: posteriore sinistro, bipede diagonale sinistro, anteriore destro, seguiti da un tempo di sospensione (quarto tempo). La gamba che "guida" l'azione viene distesa fino alla linea immaginaria tracciabile dalla punta del muso al terreno che alla massima estensione può essere superata. Un Purosangue inglese lanciato al galoppo può raggiungere, anche se solo per pochi minuti, i 70 km/h.

Esistono poi altre andature:
- Il trafalco. È un'andatura specifica della razza brasiliana Mangalarga. Il cavallo trotta con gli arti anteriori e galoppa con quelli posteriori. Si riscontra anche nei puledri non ancora addestrati.
- L'ambio è un'andatura in due tempi non basculata. Si contraddistingue per il movimento simultaneo in avanti o indietro degli arti di un lato dell'animale, contrariamente al trotto in cui il cavallo muove i propri assi diagonali. Pur essendo naturale in alcune razze (come ad esempio il Paso Fino Peruano), viene da alcuni considerata un'alterazione innaturale della coordinazione neuro-muscolare del cavallo nelle razze in cui è stata introdotta artificialmente, soprattutto per uso sportivo (ad esempio nel Trottatore americano).
- Il tölt è una variante dell'ambio in quattro tempi, detta anche ambio veloce. La particolarità di questa andatura è che il cavallo ha sempre almeno uno zoccolo a terra. È naturale in alcune razze come nel pony islandese o nel Rocky Mountain Horse. Negli Stati Uniti è conosciuta con il termine single foot che significa piede singolo.

### Pony games
I pony games sono, come dice il nome, dei giochi praticati con i pony (razze di piccole dimensioni), dedicati quindi ai bambini più piccoli, però possono anche essere praticati dagli adulti a livelli agonistici in gara. Si usano tutte le andature, passo, trotto e galoppo. I giochi scelti dall'istruttore hanno lo scopo di insegnare disciplina e metodologia, infatti gli allievi che svolgono gli esercizi sotto forma di giochi di abilità, a piedi e a cavallo, imparano il rapporto con l'animale e con il gruppo (socializzazione e collaborazione). Le dinamiche di gioco, infatti, suggeriscono un metodo di pre-agonistica, che aiuta i bambini a sviluppare la capacità di affrontare un percorso, calcolando il tempo e la distanza, a capire il loro potenziale, ad avere autostima e fiducia nelle proprie capacità e in quelle del pony, e a creare l'armonia del binomio necessaria per progredire nelle discipline di equitazione. I principali giochi sono:
- lo slalom, che è composto da cinque paletti disposti in fila alla stessa distanza uno dall'altro. Si sceglie una direzione da cui partire (per esempio da destra), si supera il primo paletto e si cambia direzione (sinistra), così via fino alla fine del percorso. Si percorre ad andata e ritorno;
- le tazze in cui invece si utilizzano quattro paletti; in cima al primo e al terzo viene posta una tazza. Il fantino prende la prima tazza e la pone sul secondo paletto così come per il terzo e il quarto.
- la "corda" prevede quattro paletti disposti in fila alla stessa distanza l'uno dall'altro. Il primo giocatore parte da un lato con una corda in mano e alla fine dei paletti fa prendere la corda al secondo fantino, e fanno il ritorno appaiati facendo lo slalom.